# Дарлинг, Клиффорд
Сэр Клиффорд Дарлинг (англ. Sir Clifford Darling; 2 июня 1922, Аклинс, колония Багамские острова — 27 декабря 2011,  Нассау, Багамские острова) — государственный деятель Багамских островов, генерал-губернатор  (1992—1995).

## Биография
Начал трудовую деятельность водителем такси, впоследствии в течение восьми лет занимал должность генерального секретаря, а затем 10 лет являлся президентом Профсоюза такси Багамских островов (Bahamas Taxi Cab Union). В 1958 году участвовал в проведении всеобщей забастовки и её разрешении.
- 1964—1967 гг. — сенатор,
- 1967—1969 гг. — вице-спикер Палаты собрания,
- 1969 г. — государственный министр,
- 1971 г. — министр труда и социального обеспечения,
- 1974—1977 гг. — министр труда и социального страхования Багамских островов,
- 1977—1991 гг. — спикер Палаты собрания,
- 1992—1995 гг. — генерал-губернатор Багамских островов.

В 1977 г. возведен королевой Елизаветой II в рыцарское достоинство.